# Осада Медвина
Осада Медвина — сражение Русско-польской войны (1654—1667): русское войско под командованием Г. И. Косагова выдержало длительную осаду превосходящих сил противника, а затем смогло пробиться к Каневу.

## Предыстория
В начале 1664 года на Правобережной Украине вновь появился отряд русского воеводы Г. И. Косагова и запорожского кошевого И. Д. Серко, вернувшийся из-под Перекопа, где он сражался с крымскими татарами. Отряд действовал достаточно успешно, привлекая на сторону русского царя большое количество местных жителей. Речь Посполитая направила против него одного из лучших своих полководцев — Стефана Чарнецкого, прославившегося в битвах против русских и имевшего репутацию жёсткого и бесстрашного военачальника.
Чарнецкий пришёл на Украину в тот момент, когда главный союзник поляков из числа казацких лидеров, П. И. Тетеря, еле ушёл от преследования гетмана И. М. Брюховецкого, сторонника России. Брюховецкий собирался нанести новый удар по противнику, отправившись с верными казаками под Чигирин, одну из главных крепостей Правобережья. Тетеря решил не испытывать судьбу и при слухах о приближении Брюховецкого бежал в Польшу. Однако он успел призвать на помощь крымских татар и Стефана Чарнецкого, надеясь на его конницу. Сам Брюховецкий, встретив сопротивление под Чигириным, не решился осаждать город и повернул обратно, в Канев, а натиск врага пришлось сдерживать Косагову и Серко.
Косагов стремился уйти от прямого столкновения в поле, где преимущество было бы на стороне Чарнецкого. Весь апрель был занят «укрыванием» от наседавших поляков в попавшихся по пути крепостях: сначала Косагов и Серко отсиделись в Бужине, затем перешли в крепость Смелу, после чего окончательно покинули Правобережье. Это была не последняя встреча Косагова с Чарнецким. Осенью 1664 года, уже без поддержки Серко, русский воевода по дороге в Умань был вынужден вновь выдерживать осаду, на этот раз в Медвине.

## Ход осады
Отряд Чарнецкого, включавший, помимо поляков, часть сторонников Тетери (сам вернувшийся Тетеря осаждал Лисянку) и крымских татар, превосходил противника численно, поэтому Косагов в очередной раз предпочёл уклониться от полевого сражения, запершись в городе. Однако и польский полководец испытывал трудности: польские пехотинцы и татары требовали платы за службу, а кроме того, начали голодать. Продовольствия и фуража по повелению Чарнецкого было приготовлено не более чем на шесть недель, и этот срок уже прошёл.
Осада продолжалась четыре недели. Все «жестокие приступы» были отбиты. Русский отряд потерял убитым лишь одного человека, противник же пострадал куда заметнее: по словам Г. И. Косагова, «…под Медвином на боех и на приступех побито много и живых Ляхов и Немец побрано». После этого Чарнецкий и Тетеря, видя урон в людях, сняли осады, а Косагов двинулся к Каневу, по дороге 12 декабря разбив под Староборьем польско-казацкий отряд; в Каневе он согласно полученному царскому указу сдал всех ратных людей стольнику Фёдору Протасьеву, а сам выехал в Белгород.